# دریاچه کارستی

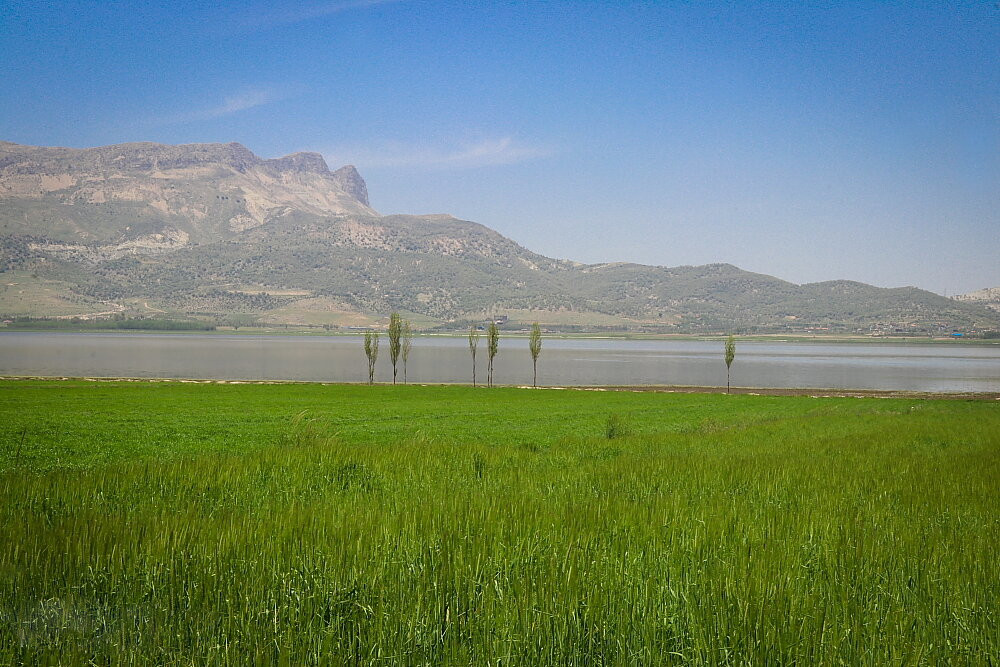
دریاچه کارستی ارژن در دشت ارژن، استان فارس، ایران

دریاچه کارستی (انگلیسی: Karst lake) به دریاچه‌هایی گفته می‌شود که در نتیجه فروریختن غارها، به ویژه در سنگ‌های انحلال‌پذیر در آب مانند سنگ آهک، سنگ گچ و دولومیت شکل گرفته‌اند. فرایند انحلال این سنگ‌ها با عنوان کارستی‌شدن شناخته می‌شود. این دریاچه‌ها می‌توانند مناطقی به وسعت چند صد کیلومتر مربع را پوشش دهند. بستر کم‌عمق دریاچه معمولاً یک لایه رسوب غیرقابل انحلال است، به طوری که آب بر روی آن گیر کرده و منجر به تشکیل دریاچه‌های کارستی می‌شود. بسیاری از دریاچه‌های کارستی فقط به صورت فصلی یا دوره‌ای وجود دارند، اما پس از بارندگی شدید به‌طور منظم بازمی‌گردند.
دریاچه ارژن در دشت ارژن استان فارس ایران نمونه‌ای از دریاچه‌های کارستی است.